# 長原幸太
長原 幸太（ながはら こうた、1981年〈昭和56年〉2月8日 - ）は、日本のヴァイオリニスト。NHK交響楽団第1コンサートマスター。

## 略歴
1981年（昭和56年）2月8日、広島県の呉市で生誕。5歳よりヴァイオリンを始める。1993年（平成5年）、私立安田小学校を卒業。
12歳で東京交響楽団と共演。小学6年生、中学1年生と連続して全日本学生音楽コンクールで全国第1位となる。1994年（平成6年）、13歳の時に第6回・リピンスキ・ヴィエニヤフスキ国際コンクールにおいて17歳以下の部で第3位となる。1993年（平成5年）に広島市長賞の「ひろしまフェニックス賞」、1994年（平成6年）に広島県教育長賞の「メイプル賞」を受賞。1996年（平成8年）、広島学院中学校を卒業。
サイトウ・キネン・フェスティバル松本に合わせ合宿を行う「若い人のためのサイトウ・キネン室内楽勉強会」には、1996年（平成8年）の第1回から1998年（平成10年）の第3回まで参加し、第2回には小澤征爾の指揮の下でコンサートマスターやソリストを務め、サイトウ・キネン・オーケストラにも最年少で参加。
1999年（平成11年）、東京芸術大学音楽学部附属音楽高等学校を卒業後、東京芸術大学の音楽学部に入学。在学中、広島国際文化財団の奨学金制度「ヒロシマスカラシップ」の1998年（平成10年）度で全額の援助を受け、ジュリアード音楽院へ留学。1998年（平成10年）、17歳で第67回・日本音楽コンクールに最年少で優勝し、同時にレウカディア賞、鷲見賞、黒柳賞も受賞。卒業時には、音楽学部在学中に最高得点を取得した学生に贈られる福島賞も受賞。
国内の主要オーケストラとも共演し岩城宏之、秋山和慶、ゲルハルト・ボッセ、ルドルフ・バルシャイ等、多くの名指揮者と共演。また、別府アルゲリッチ音楽祭、宮崎国際音楽祭、霧島国際音楽祭、木津川やまなみ国際音楽祭など各地の音楽祭に出演。
海外では、アスペン音楽祭、湖水地方サマー・ミュージック（英語: Lake District Summer Music）、ライディール・フェスティバル（英語: Ryedale Festival）、香港国際音楽祭（繁体字: 香港國際音樂節、英語: Hong Kong International Music Festival ）等、多くの音楽祭に招かれ、リサイタル、コンチェルト、室内楽コンサートに出演し、高い評価を得た。ハノーファー北ドイツ放送フィルハーモニー管弦楽団にソリストやゲストコンサートマスターとして招かれる。
1995年（平成7年）、五嶋みどりレクチャーコンサートで奨励賞を受賞し、ニューヨークに招待され五嶋のレッスンを受ける。1998年（平成10年）、駒井家住宅でのサロンコンサート「阿川佐和子の駒井邸で会いたい」に出演。2000年（平成12年）、第10回・広島ホームテレビ文化・スポーツ賞を最年少で受賞。
2004年（平成16年）9月から2006年（平成18年）3月まで大阪フィルハーモニー交響楽団首席客演コンサートマスター、4月から2012年（平成24年）3月まで首席コンサートマスターを務める。2004年（平成16年）から開催され小島秀夫が音楽監督を務めるHIROSHIMA MUSIC FESTIVALでは、子供のためのヴァイオリンコンサートや公開レッスンの講師などで参加。
2006年（平成18年）に大阪市の第24回・咲くやこの花賞を、2007年（平成19年）に第2回・広島文化賞新人賞を、2011年（平成23年）に第21回・日本製鉄音楽賞フレッシュアーティスト賞を受賞。2013年（平成25年）9月21日、リサイタルのライブ録音のCD「長原幸太ヴァイオリンリサイタル2013」を発売。
2013年（平成25年）、チェロ奏者の中木健二、ヴィオラ奏者の鈴木康浩と共にアンサンブル天下統一を結成。弦楽三重奏を基本としてゲスト奏者を迎え、岡崎市シビックセンター コンサートホール コロネットを拠点に活動し、募集した受講生に3名が直接指導をして一緒に演奏する「アンサンブル・アカデミー マスタークラス」も不定期で開催しており、2023年（令和5年）度岡崎市教育功績者として表彰を受ける。
2014年（平成26年）10月1日から2024年（令和6年）9月30日まで、読売日本交響楽団のコンサートマスターを務める。
2015年（平成27年）、第21回・エネルギア音楽賞を受賞。2016年（平成28年）、東京・春・音楽祭でのリッカルド・ムーティの指揮による演奏、同年のラヴェンナ芸術祭（英語: Ravenna Festival）でのリッカルド・ムーティの指揮による日伊国交樹立150周年記念オーケストラなどのコンサートマスターも務める。
2025年（令和7年）4月1日から、NHK交響楽団第1コンサートマスターを務める。
村上直子、小栗まち絵、工藤千博、澤和樹、ロバート・マンの各氏に師事。ソリスト、室内楽奏者として国内外で活躍。東京芸術大学、及び相愛大学、洗足学園音楽大学の非常勤講師、各種セミナーの講師を務める等、後進の指導も行っている。
被爆60年平和への祈り、あしなが、盲導犬育成などのチャリティーコンサートを主宰出演し、音楽を通じてのボランティア活動にも積極的に力を注いでいる。音楽の友、サラサーテ、MOSTLY CLASSIC、ハーパーズ バザー、広島経済レポート、見て☆くれ等、音楽雑誌を含めた雑誌、新聞等の特集記事やインタビュー記事も多数に上り、聖パウロ女子修道会発行「あけぼの」からは執筆依頼を受け、平和へのメッセージが掲載される。
年齢も近く、お互いに霧島国際音楽祭のマスタークラス受講生でもあった佐久間聡一とは、佐久間が長原の物真似を披露するなど公私ともに仲が良く、共演回数も多い。

## 受賞歴
- 1992年（平成4年） 第46回・全日本学生音楽コンクール 全国大会 小学校の部 第1位[11]
- 1993年（平成5年） 第47回・全日本学生音楽コンクール 全国大会 中学校の部 第1位[11]
- 1994年（平成6年） 第6回・リピンスキ・ヴィエニヤフスキ国際コンクール 17歳以下の部 第3位[1]
- 1997年（平成9年） 第18回・霧島国際音楽祭特別奨励賞
- 1998年（平成10年） 第67回・日本音楽コンクール ヴァイオリン部門 優勝[注釈 4][1][12]。増沢賞、レウカディア賞、鷲見賞、黒柳賞も同時に受賞[1]。
- 2006年（平成18年） 第24回・咲くやこの花賞 音楽部門[13]

## 作品

### アルバム
- ちびっこのためのクラシック：岡崎ゆみの『音符物語』(2004年6月9日、Art Days Classics、ADCD-28)
- アニメ おねがいマイメロディ キャラクターアルバム「柊恵一 Debut Album "The Devil's Trill"」（2006年3月24日、インターチャネル、NECA-30153）
- じゃけん!モーツァルト（2006年10月4日、フタバ図書） - 広島交響楽団と共演。
- 高木綾子 モーツァルト:フルート四重奏曲集（2012年8月3日、avex-CLASSICS、AVCL-25727、AVCL-84049（Blu-spec CD2））
- 長原幸太ヴァイオリンリサイタル2013（2013年9月21日、Sonare Records、SONARE-1020）
- 日本の管弦楽曲100周年ライヴ!（2013年12月19日、スリーシェルズ） - セントラル愛知交響楽団と共演。

他にも、のだめオーケストラや大阪フィルハーモニー交響楽団のコンサートマスターとしての作品が多数存在する。

## 出演

### テレビ番組
- 芸術劇場（2002年6月2日、NHK教育テレビ[注釈 5]）
- 別冊クラシック解体新書（2004年1月6日[注釈 6]、2004年1月13日[注釈 7]、朝日放送）
- 今夜は見せまっせ（2004年9月25日、NHK総合テレビ[注釈 8]）
- FNNスーパーニュースほっとKANSAI（2005年4月21日、関西テレビ[注釈 9]）
- 大植英次の野望 大阪城から世界へ 大阪フィルハーモニー星空コンサート 大結集!9300人（2006年7月15日、朝日放送[注釈 10]）
- 福祉ネットワーク（2006年11月20日、NHK教育テレビ）
- 新春インタビュー（2008年1月7日、NHK広島放送局）
- オーケストラの森（2008年3月30日、NHK教育テレビ[注釈 11]）
- 大阪フィルハーモニー交響楽団定期演奏会「道化師の朝の歌」ラヴェル作曲（2008年4月18日、NHK BS2[注釈 11]）
- VOICE（2010年9月10日、毎日放送[注釈 12]）
- クラシック倶楽部（2011年5月19日、NHK BSプレミアム[注釈 13][注釈 14]）
- クラシックTV（2022年3月10日[14]、2023年8月24日[15]、NHK Eテレ）
- 題名のない音楽会（2004年1月18日、2014年5月18日[16]、テレビ朝日系列）
- テレビ派（2022年7月28日、広島テレビ放送[17]）
- 読響コンサート 大阪定期演奏会（2022年10月12日、2022年3月23日、7月18日、2024年7月24日、読売テレビ[注釈 15]）
- 読響プレミア（2023年1月19日、日本テレビ）
- クラシック音楽館（2023年11月19日、2024年9月22日[18]、2025年1月12日、2025年1月19日、2025年5月18日[19]、NHK Eテレ）
- 粗品と絶品クラシック（2024年5月23日、2024年8月22日、2024年9月19日、日本テレビ）
- 放送100年 N響 大河ドラマコンサート（2025年5月4日、NHK総合）[20]
- どーんと鹿児島（2013年8月21日、2014年8月27日、2016年8月31日、2017年9月20日、2018年9月19日、2019年8月28日、2021年8月25日、2022年8月24日、2023年8月30日、2024年9月11日、MBC南日本放送[注釈 16]）

### ラジオ番組
- 平成ラヂオバラエティごぜん様さま（2006年9月4日、中国放送[注釈 17]）
- ニュース探偵局（2007年1月13日、朝日放送ラジオ）
- 春祭ラジオ（2012年3月18日、エフエム軽井沢）